# Punta Anadón
Punta Anadón (spanisch) ist der südöstliche Ausläufer des Norsel Point am östlichen Ende der Neny-Insel in der Marguerite Bay vor der Fallières-Küste des Grahamlands auf der Antarktische Halbinsel.
Argentinische Wissenschaftler benannten die Landspitze nach Fidel L. Anadón, Leiter der argentinischen Expedition mit der Primero de Mayo im Jahr 1925.